# Saprosma
Saprosma  es un género con 69 especies de plantas con flores perteneciente a la familia de las rubiáceas.
Es nativo de África y Asia tropical.

## Especies seleccionadas
- Saprosma anisophylla Merr. (1937).
- Saprosma annamense Pierre ex Pit. in H.Lecomte (1924).
- Saprosma arboreum Blume (1826).
- Saprosma axilliflora Valeton (1927).